# Evektor EV-55 Outback
Evektor EV-55 Outback – czeski samolot pasażersko-towarowy przeznaczony do lotów na trasach lokalnych.

## Historia
Prace nad nowym samolotem pasażersko-towarowym czeska firma Evektor, znana głównie z produkcji samolotów ultralekkich, rozpoczęła w 2004 roku. Nowa maszyna miała charakteryzować się wszechstronnością i niskimi kosztami eksploatacji. Wymagano również, aby była zdolna do operowania z lotnisk o ubogiej infrastrukturze, krótkich pasów startowych, położonych na dużych wysokościach nad poziomem morza i w gorącym, tropikalnym klimacie. 30 marca 2010 roku gotowy prototyp został zaprezentowany publicznie po raz pierwszy. 24 czerwca 2011 roku wzniósł się do swojego dziewiczego lotu z lotniska Kunovice. Pierwszy lot trwał 30 minut, a podczas niego osiągnięto maksymalną prędkość 230 km/h i pułap rzędu 1200 m. Za sterami samolotu zasiedli pilot fabryczny Josef Charvát i wojskowy pilot doświadczalny, major Jiri Hana. Obecność wojskowego pilota związana była z faktem, iż prototypowy samolot został zbudowany w konfiguracji EV-55M przeznaczonej dla wojska. 8 kwietnia 2016 roku w powietrze wzniósł się trzeci z wybudowanych prototypów o numerze seryjnym 0003 i znakach rejestracyjnych OK-DRM. Maszyna wystartowała z lotniska w Kunovicach do lotu trwającego 20 minut. Za sterami samolotu siedzieli piloci Josef Charvát i Pavel Křížka. Drugi wybudowany samolot posłużył do przeprowadzenia naziemnych prób zmęczeniowych. Pierwszy prototyp spędził w powietrzu (do maja 2016 roku) 370 godzin. Maszyny są certyfikowane wg regulacji EASA CS-23. Proces certyfikacji miał zakończyć się w 2018 roku.

## Konstrukcja
EV-55 jest metalowym górnopłatem z chowanym podwoziem i usterzeniem w kształcie litery T. W wersji pasażerskiej może zabrać na pokład od 9 do 14 pasażerów. Samolot może latać w wersji pasażerskiej, towarowej lub mieszanej, combi, pasażersko-towarowej, w której z przodu kadłuba znajduje się przestrzeń ładunkowa, a z tyłu pasażerska. W przypadku przewozów cargo, samolot może zabrać na pokład 1824 kg ładunku, umieszczonego w kadłubie o kubaturze ponad 9 m³. Załadunek ułatwiają duże drzwi towarowe o wymiarach 1,25 m x 1,31 m. Maszyna napędzana jest dwoma silnikami turbośmigłowymi Pratt & Whitney PT6A-21, każdy z czterołopatowym śmigłem Avia AV-844 o średnicy 2,082 m.